# Koulitch

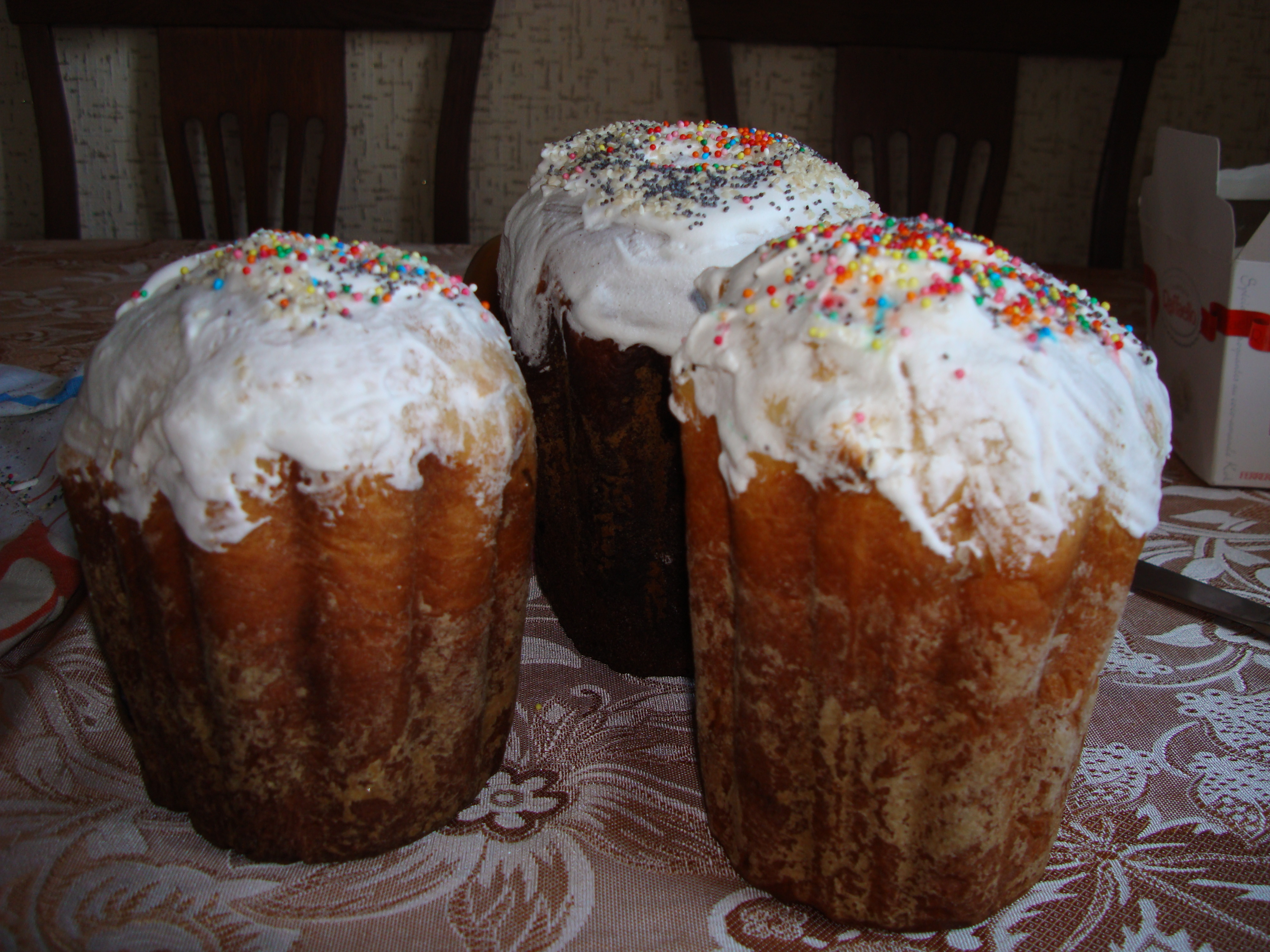
Des koulitch.

Le koulitch (en russe : кули́ч, du grec κόλλιξ, « morceau de pain »), ou brioche russe, est un gâteau traditionnel de Pâques dans la religion orthodoxe où prédominent les liens religieux ou culturels avec l'ancien Empire byzantin. Malgré son origine religieuse, le koulitch fut inclus dans le livre de recettes de l'Union soviétique (Le Livre de la nourriture bonne et saine). Il est consommé en Russie, Biélorussie, Bulgarie, Roumanie, Géorgie, Serbie , Ukraine et Lettonie.

## Recette
Le koulitch est cuit dans un moule cylindrique. Il est parfumé au rhum et au safran, contient des fruits confits, des amandes et est surmonté d'un glaçage. Comme la paskha, il est souvent décoré des lettres XB, pour Христосъ Воскресе (Khristós voskrés) qui signifie : « Le Christ est ressuscité ! ».

## Consommation
Traditionnellement, après la messe de Pâques, le koulitch, placé dans un panier et décoré de fleurs colorées, est béni par le pope. Les restes non bénis sont mangés avec la paskha pour le dessert. Le koulitch béni est consommé chaque jour uniquement entre Pâques et la Pentecôte, avant le petit déjeuner. 